# Harlesden
Harlesden jest obszarem w północno-zachodniej części londyńskiej dzielnicy Brent w Wielkiej Brytanii. W jego centralnym punkcie znajduje się zegar upamiętniający złoty jubileusz Królowej Wiktorii. W 2011 roku dzielnica liczyła 17 162 mieszkańców.